# Batallón Aidar
El 24º Batallón de Asalto Separado "Aidar", comúnmente conocido como Batallón Aidar, es una unidad de las Fuerzas Terrestres de Ucrania.
La unidad participó en la guerra en el este de Ucrania y tuvo entre 300 y 400 miembros en 2014. Debe su nombre al río Aidar en la región de Luhansk, donde se desplegó inicialmente. En 2014, Amnistía Internacional informó que miembros del Batallón Aider habían cometido crímenes de guerra durante la guerra en Donbas. Se disolvió en 2015, reconstituyéndose como el  24.º Batallón de Asalto Separado del Ejército Ucraniano, antes de ser absorbido por la 10.ª Brigada de Asalto de Montaña en 2016. En octubre de 2018, el batallón perdió 130 soldados en combate. El fundador y ex comandante fue Sergei Melnychuk.

## Historia

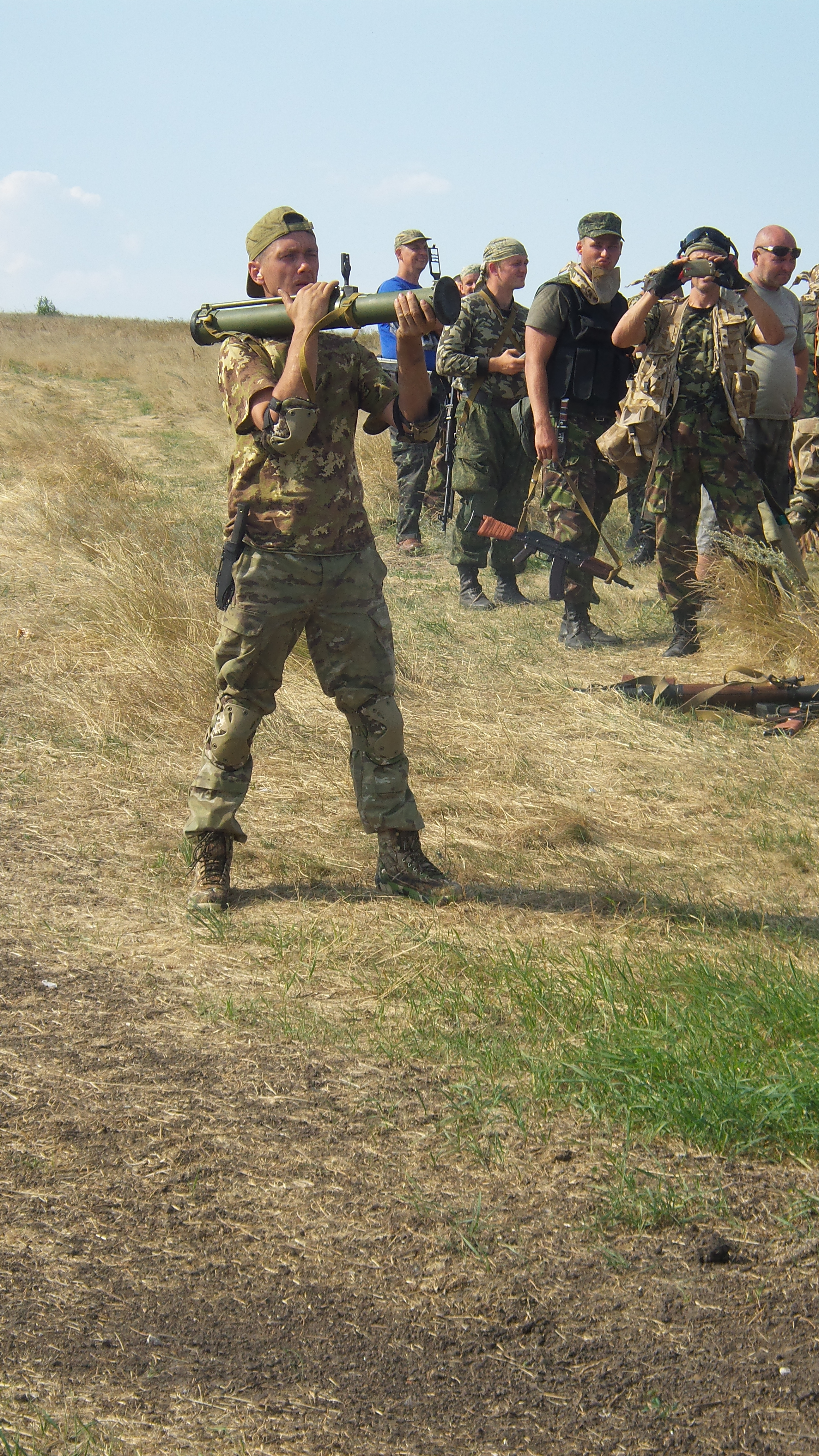
Batallón Aidar en la región de Luhansk, 2 de agosto de 2014

Creado en mayo de 2014, Aidar fue el primer Batallón de Defensa Territorial de Ucrania, un destacamento militar voluntario subordinado al Ministerio de Defensa.
En las elecciones parlamentarias ucranianas de 2014, el ex comandante de Aidar uk se convirtió en miembro de la Verkhovna Rada en representación de la Partido Radical de Oleh Lyashko; ocupó el tercer lugar en la lista electoral del partido. El comandante de la segunda compañía de Aidar, Ihor Lapin, era diputado del Frente Popular después de ganar un escaño en distrito electoral en Lutsk en la misma elección.
Ninguno de los dos fue reelegido en las elecciones parlamentarias de 2019 (Melnychuk no logró ganar un escaño en un distrito electoral en Novomoskovsk con el 0,31% de los votos y Lapin no estaba lo suficientemente alto en la lista electoral (en el puesto 49) de Solidaridad Europea será elegido).
El 8 de agosto de 2014, el ministro de defensa Valeriy Heletey declaró que el batallón se reorganizaría, recibiría mejor equipamiento y realizaría más misiones de combate. Melnychuk ha calificado esa orden de "criminal", pero ha admitido que la mayoría de los soldados de Aidar se habían desmovilizado o habían quedado bajo control oficial en 2015. El batallón saltó a la fama después de que varias docenas de sus miembros murieran en una emboscada al sur de Shchastia tras el anuncio del alto el fuego el 6 de septiembre de 2014.
A finales de enero y principios de febrero de 2015, el batallón formó piquetes en varios edificios gubernamentales, lo que desembocó en enfrentamientos.

Insignia en la manga del hombro del 24.º Batallón de Asalto Separado "Aidar"

Aidar se disolvió formalmente el 2 de marzo de 2015 "para evitar acciones ilegales de algunos representantes de unidades de voluntarios" (según el Estado Mayor de las Fuerzas Armadas de Ucrania). Después de una "cuidadosa selección de soldados", se reorganizó como el 24.º Batallón de Asalto Separado del Ejército Ucraniano. El teniente coronel Yevhen Ptashnik fue nombrado comandante del batallón. El 24.º Batallón de Asalto Separado pasó a formar parte de la 10.ª Brigada de Asalto de Montaña en enero de 2016. Posteriormente pasó a formar parte de la 53.ª Brigada Mecanizada.

## Miembros y estructura
El Batallón Aidar estaba formado por voluntarios de Leópolis, Chernígov, Lugansk, Járkov, Crimea, Kiev, Ivano-Frankivsk y las regiones de Donetsk. Incluía a un miembro de la legislatura del Óblast de Luhansk, a un exalcalde de Oleksandrivsk y a activistas de autodefensa de las protestas de Euromaidan en Kiev. En junio de 2014, tenía alrededor de 400 miembros.
El batallón tenía varias subdivisiones:
- Holodny Yar
- Empresa "Oeste"
- Empresa Afgana
- Compañía Volinia
- Autorota
- Compañía dorada
- Compañía Gregorio Makles

Dos neonazis suecos del partido Svenskarnas parti se unieron a Aidar en 2013 y 2014 y ocuparon los titulares de los medios de comunicación suecos y alemanes, ya que uno de los nazis se postuló para un consejo local en las elecciones, y los mismos medios criticaron duramente a los voluntarios nazis.
Según Huseyn Aliyev, politólogo de la Universidad de Glasgow, para 2015 la ideología de derecha radical del batallón se había "atenuado", y su ideología, junto con la de otros batallones de voluntarios en Ucrania, se describía mejor como " nacionalista-patriótico".

## Denuncias de violaciones de derechos humanos y crímenes de guerra

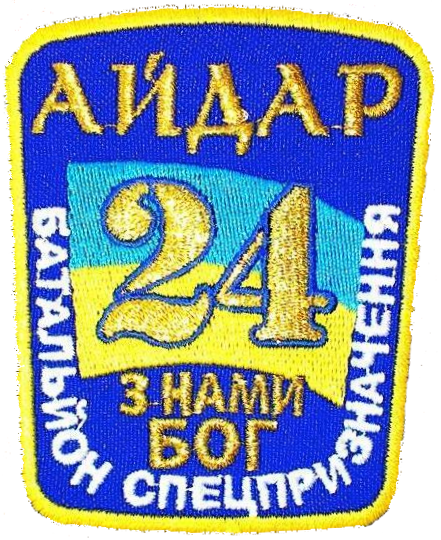
Parche de Aidar usado en 2014.

En julio de 2014, Rusia inició una investigación criminal del comandante de Aidar, Serhiy Melnychuk, por "organizar la matanza de civiles". Su piloto voluntario, Nadiya Savchenko, fue capturado por separatistas prorrusos. cerca de Luhansk, transportado a Rusia y acusado de matar a dos periodistas rusos.
El 8 de septiembre de 2014, Amnistía Internacional afirmó que el batallón había cometido crímenes de guerra, incluidos secuestros, detenciones ilegales, malos tratos, robos, extorsiones y posibles ejecuciones.
El 24 de diciembre de 2014, Amnistía Internacional informó que la unidad estaba bloqueando que la ayuda humanitaria procedente de Ucrania llegara a la población de las zonas controladas por los separatistas. Más de la mitad de la población de estas zonas dependía de la ayuda alimentaria. Según Amnistía Internacional, los batallones Aidar, Donbas y Dnipro-1 dijeron que están bloqueando la ayuda porque "creen que los alimentos y la ropa terminan en las manos equivocadas y pueden venderse en lugar de entregarse como ayuda humanitaria". Denis Krivosheev, director en funciones para Europa y Asia Central de Amnistía Internacional, afirmó que hacer pasar hambre a los civiles como método de guerra es un crimen de guerra.
En abril de 2015, el gobernador de Luhansk Hennadiy Moskal designado por el gobierno ucraniano declaró que el batallón Aidar estaba "aterrorizando la región" y pidió al Ministerio de Defensa ucraniano que controlara a sus miembros después de una serie de robos, incluidas ambulancias y la toma de control de una fábrica de pan.

## Galería

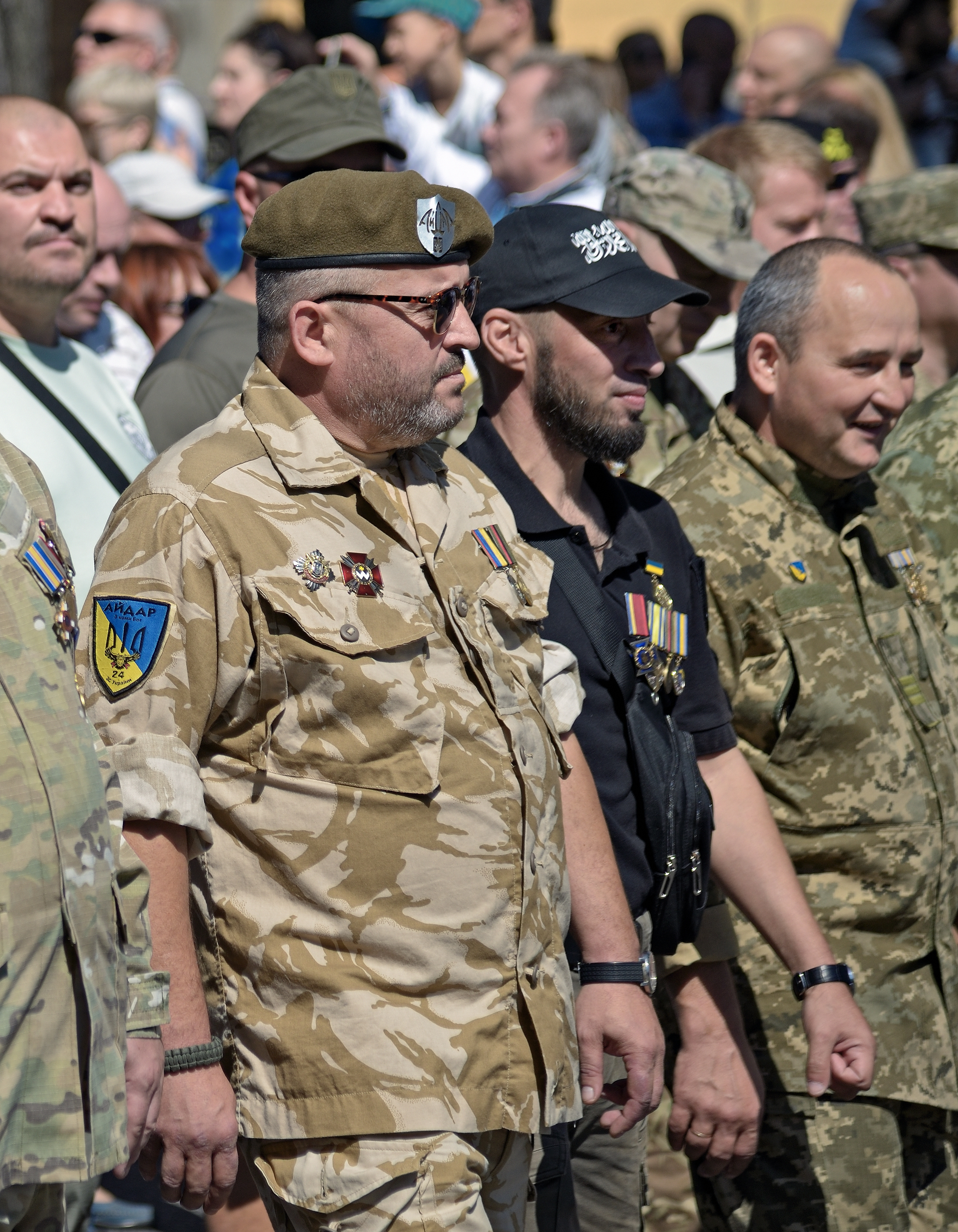
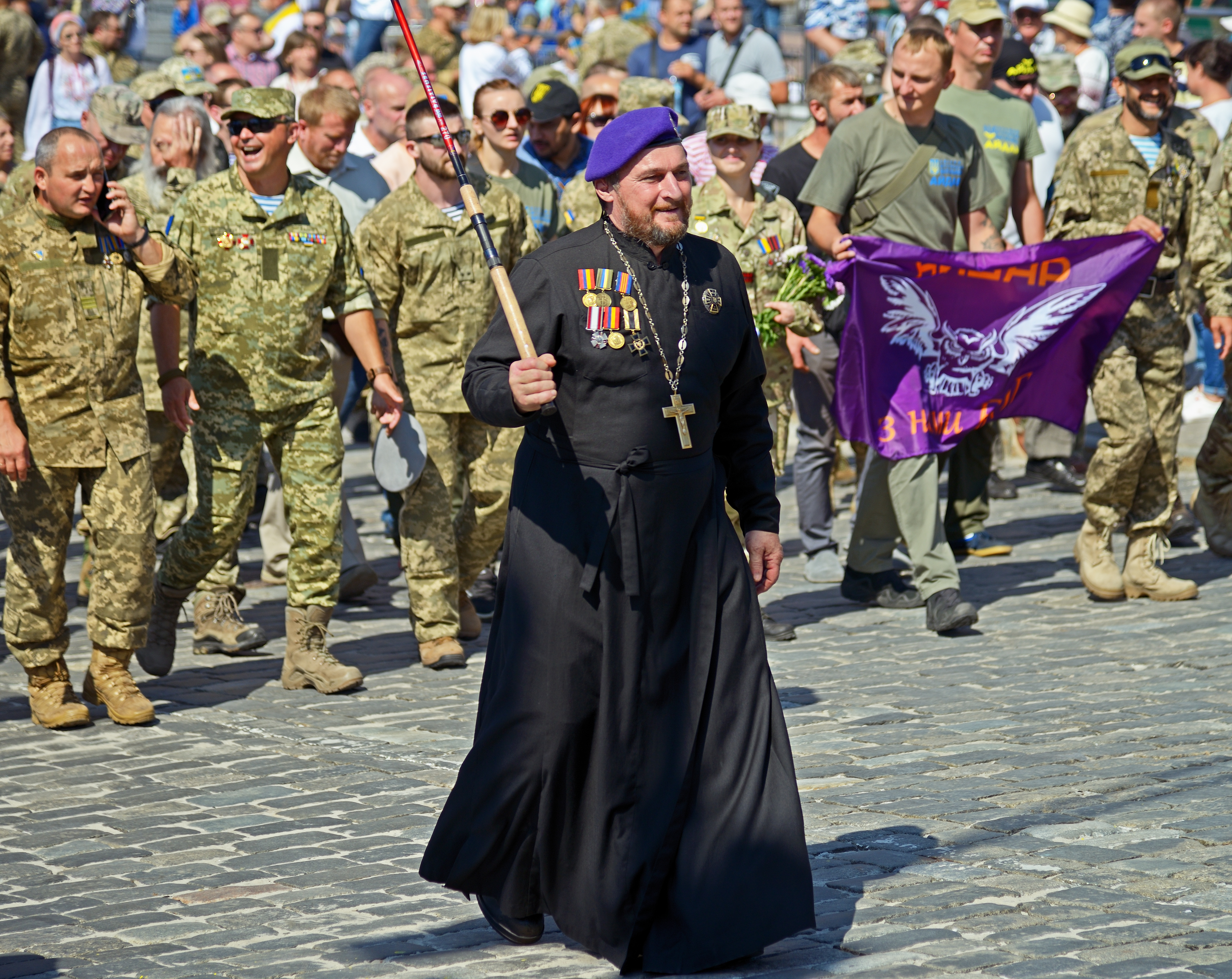
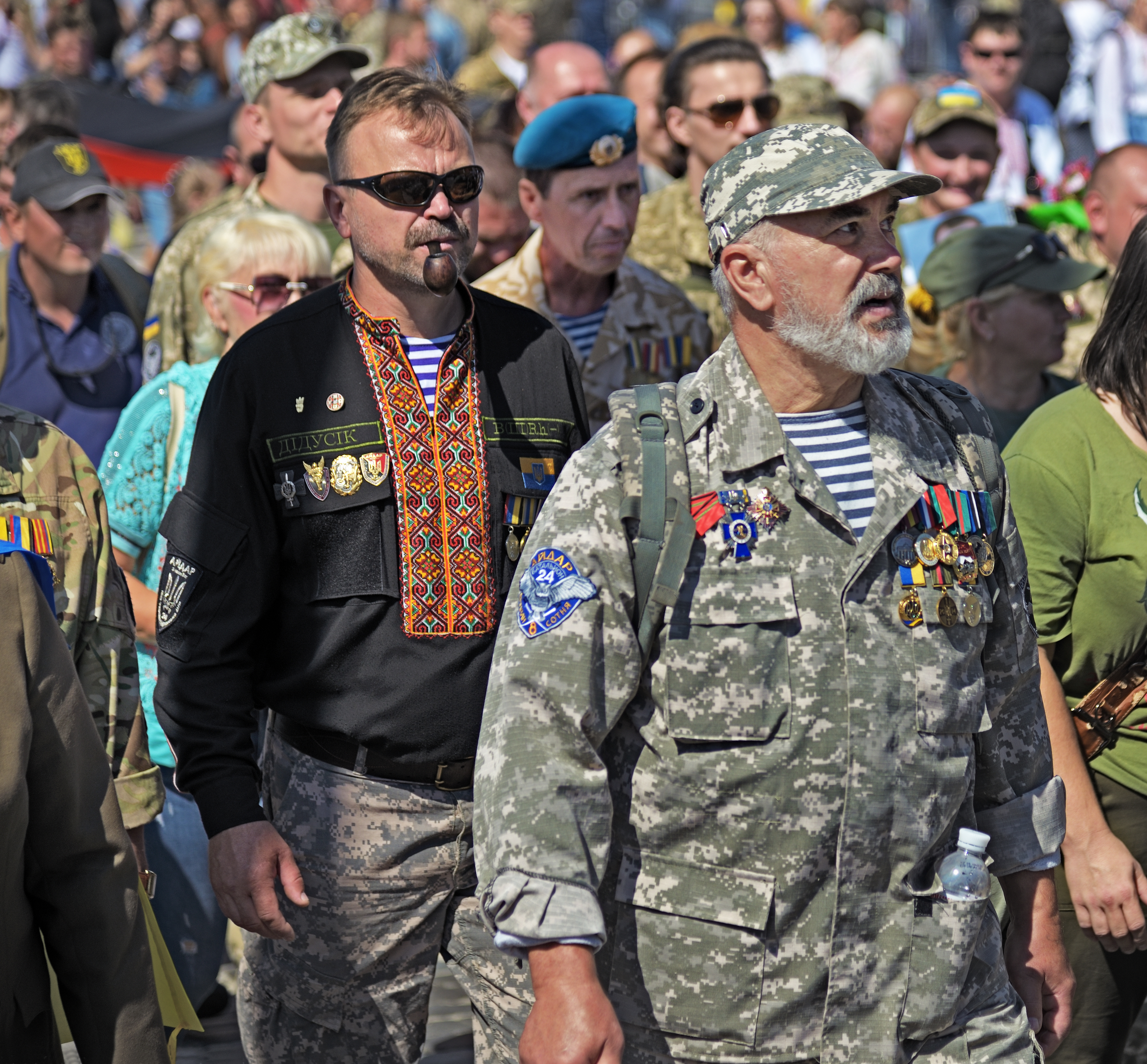
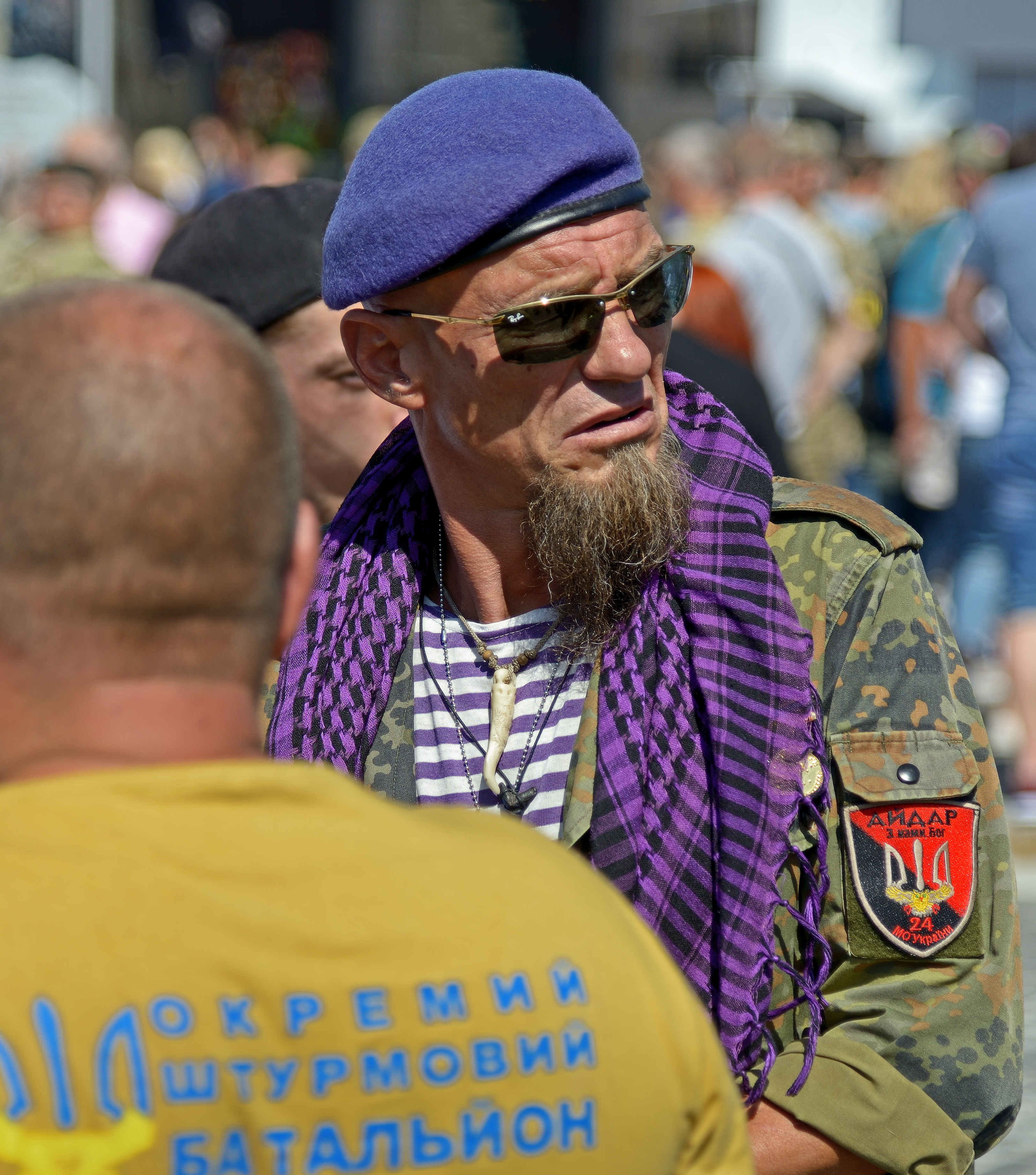

Veteranos del batallón durante la marcha de los defensores, Día de la Independencia, Kiev, 24 de julio de 2019